# Le Ciel (fresque)
Le Ciel est une œuvre de Jean-Julien Lemordant située dans la salle de spectacle de l'opéra de Rennes. Cette fresque ornant le plafond en coupole a été réalisée entre 1913 et 1914. L'œuvre est le fruit d'une commande d'Emmanuel Le Ray, architecte de la ville de Rennes, sous le mandat du maire Jean Janvier afin de décorer le plafond de l’opéra à partir d’octobre 1912. Œuvre maîtresse de l'artiste et reflétant sa maturité, elle est en rupture totale avec ses précédentes réalisations, souvent perçues comme pessimistes et sombres.

## Historique et description
À partir de 1913, Jean-Julien Lemordant aborde la réalisation du plafond du théâtre de Rennes en exécutant des dizaines de croquis, dont 56 maquettes. Une partie de ces croquis sont conservés au musée des Beaux-Arts de Rennes (une esquisse à l'huile, une Étude de figures, une Ronde bretonne, deux Groupe de danseurs,, une Tête de Breton, bigouden, une Tête de femme bretonne, bigoudène), au musée des Beaux-Arts de Quimper, ainsi qu'au musée des Beaux-Arts de Brest.
À travers la réalisation de cette œuvre, Jean-Julien Lemordant souhaitait représenter une danse bretonne sans la caractériser par une spécificité régionale de la Bretagne. Luc Legeard écrit « qu'en 1913, il s'attaque à la réalisation du plafond du théâtre de Rennes, œuvre maîtresse, œuvre de maturité qui rompt avec l'inévitable pathétique, les angoisses silencieuses et les détresses résignées que provoque un océan hostile, parfois meurtri (son père et son frère étant morts noyés). L'artiste ne nous montre plus que le frémissement de la fête qui unit les couples. »
Afin de noter les particularités et la richesse des vêtements d’apparat, il parcourra différentes régions de la Bretagne, notamment Pont-Aven, Quimperlé, Plougastel-Daoulas ou encore Ploërmel. Il compose ainsi, une « farandole bretonne » aérienne composée de danseurs et de danseuses, en costume traditionnel breton, accompagnés de musiciens, qui s’élancent d’un champ de coquelicots et de genêts en fleurs pour jaillir et se perdre en une trouée céleste. Ils donnent l’impression de serpenter sur les nuages à travers ce ciel qui forme le fond de la composition, un fond de ciel étant courant dans les décors plafonnants du XVIIe au XIXe siècle, rappelant le domaine imaginaire de l’Olympe, l’artiste représentant les Bretons comme les « yeux[Information douteuse] de l’Olympe ». Ce ciel est probablement un reste de l’ancienne toile qui ornait le plafond de l’opéra, remplacée en 1913. Ce cortège réaliste, rempli de détails, exprimant la joie festive des traditions locales chères à Lemordant, est influencé par le style artistique des peintres de Pont-Aven. Il n’en garde pas moins sa personnalité, puisqu’à travers le mouvement, sa toile intrigue par le côté aérien de sa composition.
En même temps que d'autres bâtiments, le plafond fut inauguré les 31 mai et 1er juin 1914 en présence du président de la République Raymond Poincaré, du ministre de la Guerre Joseph Noulens et du sous-secrétaire d’État à l'Instruction publique et des Beaux-Arts, chargé des Beaux-Arts, Paul Jacquier.